# کنیوت اولاف آماس
کنیوت اولاف آماس (انگلیسی: Knut Olav Åmås; ۱۹ ژانویهٔ ۱۹۶۸) سیاستمدار، روزنامه‌نگار، نویسنده، زندگی‌نامه‌نویس و فیلسوف نروژی از حزب محافظه کار (این کشور) است. آماس دارای مدرک آکادمیک فلسفه است. وی تز فوق لیسانس خود را در مورد لودویگ ویتگنشتاین در دانشگاه برگن به پایان برد و متعاقباً تز پی‌اچ‌دی خود را در مورد اولاف اچ هاوگ نوشت.
او روزنامه‌نگار روزنامه «برگنز تایدنده» نروژ بود و از ۲۰۰۶ در روزنامه آفتن‌پوستن مشغول به کار شد و در ۲۰۰۸ ویراستار بخش مناظره روزنامه شد. آماس از سال ۱۹۹۶ تا ۲۰۰۱ سردبیر انتشارات دانشگاه اسکاندیناوی بود و از ۲۰۰۱ تا ۲۰۰۶ ویرایشگر مجله سامتیدن شد. آماس در ۲۰۱۳ به عنوان وزیر امور فرهنگ و امور کلیسا در کابینه ارنا سولبرگ انتخاب شد.